# Yoshiaki Koizumi
Yoshiaki Koizumi (小泉 歓晃 Koizumi Yoshiaki?) (Mishima, Prefectura de Shizuoka, Japón, 29 de abril de 1968) es un diseñador de videojuegos japonés. Graduado en el Departamento de Planificación Concepto Visual de la Universidad de Artes de Osaka, ha estado trabajando para Nintendo desde los últimos 24 años.
Su primer proyecto fue The Legend of Zelda: A Link to the Past para SNES. Más tarde pasó a trabajar en grandes juegos como Super Mario Kart, Super Mario World 2: Yoshi's Island, Super Mario 64, y The Legend of Zelda: Ocarina of Time. Su primera dirección en el campo de juego fue con Super Mario Sunshine, seguido de Donkey Kong Jungle Beat y Super Mario Galaxy.
Actualmente es el director general adjunto de Nintendo EPD. Yoshiaki fue uno de los presentadores durante la presentación de Nintendo Switch, el 13 de enero de 2017.

## Videojuegos
| Juego                                    | Plataforma      |
| ---------------------------------------- | --------------- |
| The Legend of Zelda: A Link to the Past  | SNES, GBA       |
| Super Mario Kart                         | SNES            |
| The Legend of Zelda: Link's Awakening    | GameBoy         |
| Super Mario World 2: Yoshi's Island      | SNES            |
| Super Mario 64                           | N64             |
| The Legend of Zelda: Ocarina of Time     | N64             |
| The Legend of Zelda: Link's Awakening DX | GBC             |
| Super Smash Bros.                        | N64             |
| The Legend of Zelda: Majora's Mask       | N64             |
| Super Mario Sunshine                     | Gamecube        |
| The Legend of Zelda: The Wind Waker      | Gamecube        |
| Donkey Kong Jungle Beat                  | Gamecube        |
| Super Mario Galaxy                       | Wii             |
| Flipnote Studio                          | Nintendo DSi    |
| Super Mario 3D Land                      | Nintendo 3DS    |
| Super Mario 3D World                     | Nintendo WiiU   |
| Flipnote Studio 3D                       | Nintendo 3DS    |
| Super Mario Odyssey                      | Nintendo Switch |